# 아크타르 하미드 칸
아크타르 하미드 칸(Akhter Hameed Khan, 우르두어: اجتر حمید ان, 발음 [ˈəxt̪ər ɦəˈmiːd̪ xaːn], 1914년 7월 15일 – 1999년 10월 9일)은 파키스탄의 개발 실무자이자 사회과학자였다. 파키스탄과 기타 개발도상국의 참여형 농촌 개발을 장려하고 개발에 대한 지역사회 참여를 널리 옹호했다. 그의 특별한 공헌은 농촌 개발을 위한 포괄적인 프로젝트인 Comilla 모델(1959)의 수립이었다. 이로 인해 그는 필리핀에서 라몬 막사이사이상(Ramon Magsaysay Award)을 받았으며 미시간 주립 대학교에서 명예 법학 박사 학위를 받았다.
1980년대에 그는 참여형 개발 계획의 모델이 된 카라치 외곽에 기반을 둔 Orangi 파일럿 프로젝트의 상향식 공동체 개발 계획을 시작했다. 그는 또한 농촌 지역사회와 도시 빈민가를 위한 소액 대출부터 자가 금융, 주택 공급부터 가족계획까지 다양한 프로그램을 감독했다. 이는 그에게 파키스탄에서 국제적인 인정과 높은 영예를 안겨주었다. 칸은 적어도 7개 언어와 방언에 능통했다. 많은 학술 서적과 기사 외에도 그는 우르두어로 된 시집과 여행기 모음집도 출판했다.

## 같이 보기
- 시민 사회
- 사회 혁신